# یخ‌کره

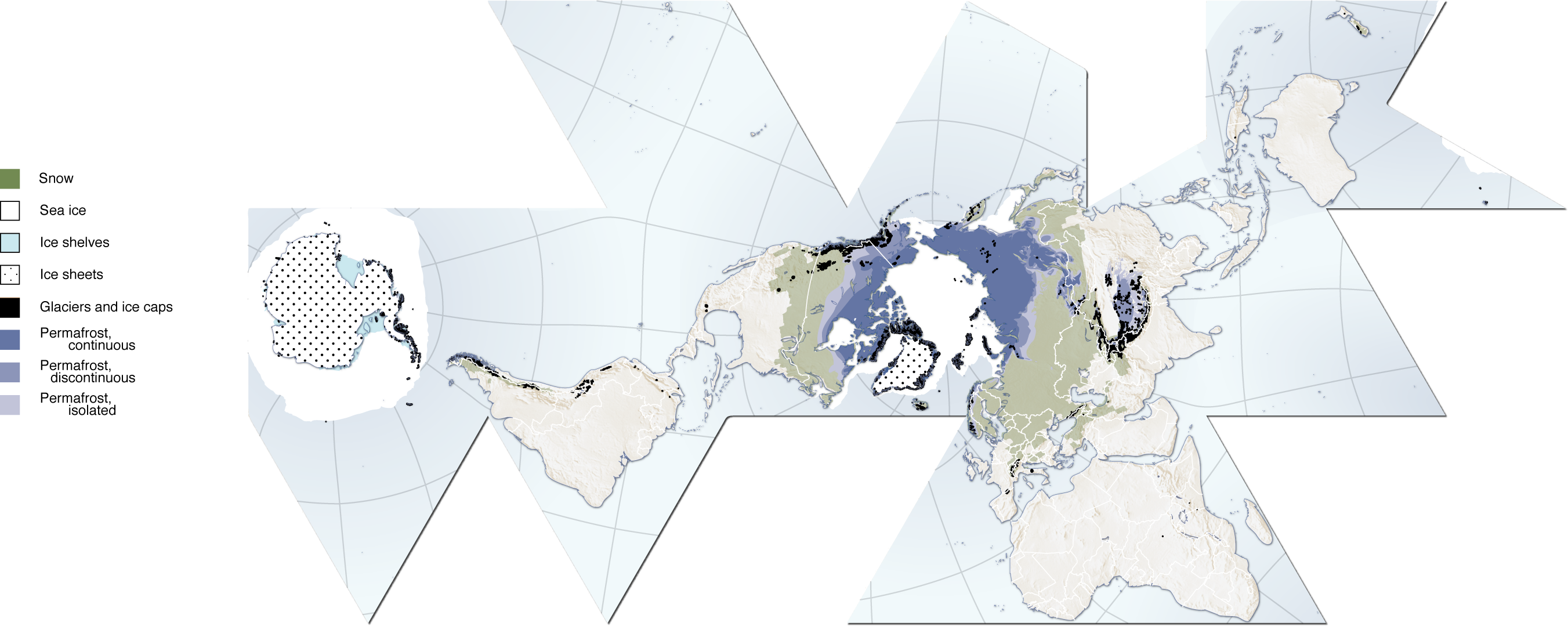
دورنمای یخکره و اجزای آن، چشم‌انداز برای یخ و برف. برنامه محیط زیست جهانی سازمان ملل متحد.

یخ‌کره (به انگلیسی: Cryosphere) بخشی از کرهٔ زمین است که در آن، آب به صورت جامد می‌باشد و پوشش برف، دومین پوشش گسترده محسوب می‌شود. یخ‌کره شامل یخ‌های دریاها، یخ‌های دریاچه‌ها، یخ‌های رودها، زمین‌های پوشیده از برف، یخرود، توده‌های یخ، صفحات یخ و زمین‌های یخ‌زده می‌شود و بنابراین، اشتراک و همپوشانی گسترده‌ای با آبکره دارد. یخ‌کره بخشی غیر منفک و جدایی‌ناپذیر از اقلیم جهانی به همراه پیوندها و بازخوردهای اکوسیستمی مهمی است که متأثر از پدیده‌هایی همچون انرژی سطحی و شارهای رطوبتی، ابرها، بارندگی، آب‌شناسی و گردش جوی اقیانوسی است. به تقریب، حدود ۱۰٪ از سطح زمین پوشیده از یخ است. هر چند، این میزان به سرعت در حال کاهش است.
چندین ویژگی فیزیکی اساسی در برف و یخ وجود دارند که تبادل بین سطح و اتمسفر را تعدیل می‌کنند. مهم‌ترین خاصیت، بازتاب سطحی است که بیشتر با نام سپیدایی شناخته می‌شود. ویژگی توانایی انتقال گرما و توانایی تغییر حالت به ویژه در مقوله گرمای نهان از مهم‌ترین سازوکارهای سپیدایی است. تابستان و پاییز، دو مقطع زمانی هستند که باعث ایجاد میانگین بالایی از ابر در اقیانوس منجمد شمالی می‌گردند. محققین با بررسی چنین عواملی مشاهده کردند که پوشش برف بیشترین تأثیر را بر تعادل چگالی تابش در دوره بهار داشته است، همان زمانی که تابش خورشیدی در مناطق پوشیده از برف بیشترین تأثیر را داشته است.